# شبه‌جزیره گاسپه
شبه‌جزیره گاسپه (انگلیسی: Gaspé Peninsula) شبه‌جزیره‌ای در کرانهٔ جنوبی رودخانه سن‌لوران است که از «درهٔ متاپیدیا» در استان کبک تا خلیج سنت لورنس کشیده می‌شود. نام این شبه‌جزیره برگرفته از واژهٔ «gespe'g» در زبان میکماک به معنای «انتها؛ پایان» است که اشاره به تمام شدن خشکی (زمین) است.
شبه‌جزیره گاسپه کمی بزرگتر از کشور بلژیک است و ۳۱٬۰۷۵ کیلومتر مربع وسعت دارد. جمعیت آن بر اساس سرشماری سال ۲۰۱۱ میلادی ۱۴۰٬۵۹۹ نفر بوده‌است.
اقتصاد شبه‌جزیره گاسپه به‌لحاظ تاریخی، مبتنی بر ماهیگیری، کشاورزی و جنگلداری بوده‌است. با این حال، وضعیت این صنایع که وابسته بر منابع اولیه هستند؛ به دلیل ماهیگیری بی‌رویه، بهره‌برداری بی‌رویه و تعداد اندک کشاورزان فعال وخیم است و این منطقه را مجبور به چرخش به سوی صنعت گردشگری و کارهای خدماتی کرده است.